# Valentina Fambrini
Valentina Fambrini (Fiesole, 26 marzo 1983) è una calciatrice ed ex giocatrice di calcio a 5 italiana, di ruolo centrocampista offensivo o, all'occorrenza, attaccante, capitano e bandiera del Siena calcio femminile ove ha militato quasi ininterrottamente per dieci anni.

## Carriera

### Gli inizi
Comincia a giocare a calcio assieme ai maschi, dimostrando già una classe straordinaria, nettamente superiore alla media anche dei suoi compagni di squadra. Superato il limite di età, poiché a Siena non vi sono squadre di calcio femminile, all'età di 14 anni è costretta a trasferirsi nella squadra del Rovezzano '90, una delle numerose squadre di calcio femminile di Firenze, affrontando non pochi sacrifici per conciliare studio e calcio ad un'ora di macchina da Siena. Per ragioni logistiche, non appena a Siena viene fondato il San Miniato femminile, Fambrini sposa il progetto ripartendo con le neroverdi dalla Serie D Toscana. Quando nel 2003 questo club si fonde con il San Gusmè, assumendo il nome di Siena Calcio Femminile, lei ne diviene ben presto bandiera e capitano. Le sue giocate regalano al Siena la promozione in Serie C e a lei la convocazione in Nazionale.

### La maglia azzurra
Le buone prestazioni attirano sulla Fambrini gli occhi di Carolina Morace, che decide di convocarla in Nazionale Under 19. Con questa, partecipa allo sfortunato quadrangolare di qualificazione all'Europeo del 2002. Al torneo colleziona tre presenze, di cui una da titolare, e il 6 novembre del 2001 ad Abano Terme tocca l'apice della carriera in maglia azzurra, segnando il gol del momentaneo 2-2 contro la Francia (che poi vincerà per 3-2). 
Ma quando la Fambrini sembra oramai pronta a un salto di qualità, una serie di infortuni cominciano a tormentarla, facendole perdere la maglia azzurra.

### Dalla Serie C alla serie A con il Siena
Così, Valentina decide di restare in quella che ormai è divenuta la 'sua' Siena, e nel 2006 la trascina, assieme ad Immacolata Elia, a suon di gol e assist, alla vittoria del campionato di Serie C e alla promozione in B. Nei due anni seguenti, nonostante il salto in una categoria a lei sconosciuta, continua a segnare, e le sue giocate risultano fondamentali per le due salvezze conquistate dal Siena. Nella stagione 2008-2009, mentre il Siena è protagonista della miracolosa promozione in A2, lei è costretta a trasferirsi a Barcellona per la laurea. Ma ciò non le impedisce di segnare il primo e l'ultimo gol della stagione senese. In totale, colleziona quattro presenze condite da ben tre gol.
Nella prima stagione in A2, pur dovendo nuovamente fare i conti con numerosi infortuni, dimostra di essere assolutamente una giocatrice degna di tale categoria, e il 17 gennaio 2010 segna la sua prima rete in Serie A2 in Puglia in casa del Vis Francavilla Fontana, regalando la vittoria per 1-0 al Siena che costa il secondo posto alla squadra salentina.

Ma è nell'anno 2011-2012 che Fambrini, insieme al Siena, coglie le soddisfazioni maggiori. Dopo una stagione di alti e bassi, il Siena all'ultima giornata ha bisogno di un punto nella gara con l'Imolese per approdare ai Play Off valevoli per la promozione in serie A. Con le emiliane avanti 1-0, è proprio il capitano senese a segnare il punto dell'1-1 che vale l'accesso ai Play-Off. 
Le bianconere, dopo aver superato le semifinali, incontrano in finale il Fiammamonza: al 63' Fambrini riceve palla a centrocampo, attira su di sé due giocatrici biancorosse per poi servire a Migliorini l'assist che varrà l'1-0 finale e la promozione in serie A del Siena..
Tuttavia, quando la società senese rinuncia all'iscrizione per problemi finanziari, lo storico capitano decide che dopo undici anni è l'ora di cambiare aria. Così decide di abbandonare non solo Siena, ma anche il calcio a 11, provando l'esperienza del calcio a 5.

### La parentesi del Calcio a 5 e il ritorno a Siena
L'opportunità di giocare in massima serie si materializza così sui campetti di calcio a 5, nelle file della Isolotto Firenze, iscritta alla Serie A nazionale.

Tuttavia, dopo una stagione in cui comunque la sua squadra ottiene una salvezza tranquilla sfiorando l'accesso ai Play Off Scudetto, Valentina decide di tornare nel "suo" Siena per sposare un progetto di rinascita assieme ad altre protagoniste dei successi del passato.

### Giocate memorabili
Da ricordare la partita contro il Terme Cervia, futuro vincitore del campionato, nel 2006, nella quale su un attacco del Cervia prende palla nella sua area e, dopo aver saltato mezza squadra avversaria, serve l'assist del 2-0. Sarà la prima vittoria della storia del Siena in Serie B.
Notevole anche il gol di tacco in una partita di beneficenza contro il Betlemme, gol che ha ricordato molto da vicino quello di Mancini nel derby Roma-Lazio 2-0, ma segnato peraltro di sinistro, cioè il suo piede debole.

## Palmarès

### Club

#### Competizioni nazionali
- Serie C (calcio femminile): 1

Siena: 2014-2015